# Institut de physique du globe de Paris
Institut de physique du globe de Paris – wyższa szkoła mieszcząca się w Paryżu, założona w 1921. IPGP to francuska instytucja, której celem jest wspieranie zaawansowanych badań w dziedzinie ziemi i planet.
Wykładowcami byli tutaj między innymi: 
- Barbara Romanowicz